# セングレア
セングレア（Senglea マルタ語: L-Isla [ˈlɪslɐ]）は、マルタ共和国の都市。人口は2,720人（2019年）。首都バレッタの南東に位置している。グランド・ハーバーに突き出した小さな半島にあり、中世の城郭都市の特徴を遺している。面積は非常に狭く日比谷公園と同じくらいである。

## 歴史
隣のビルグと共にマルタで最も歴史の古い都市のひとつである。1565年のマルタ包囲戦ではオスマン帝国軍が海側と陸側から攻撃したが陥落せず守り抜いた。戦後、聖ヨハネ騎士団総長のジャン・ド・ヴァレットは新都市の建設を計画した。これが現在のバレッタとなりマルタの政治経済の中心地へと発展した。ビルグとセングレアの拠点性は低下していくが、人口が減ることはなく繁栄を続けた。1900年頃まではヨーロッパ屈指の超過密都市だった。しかし、第二次世界大戦でドイツ軍の激しい爆撃を受け多くの建物が破壊された。さらに戦後は郊外に新興住宅地が盛んに造成されたため人口は大きく減少した。

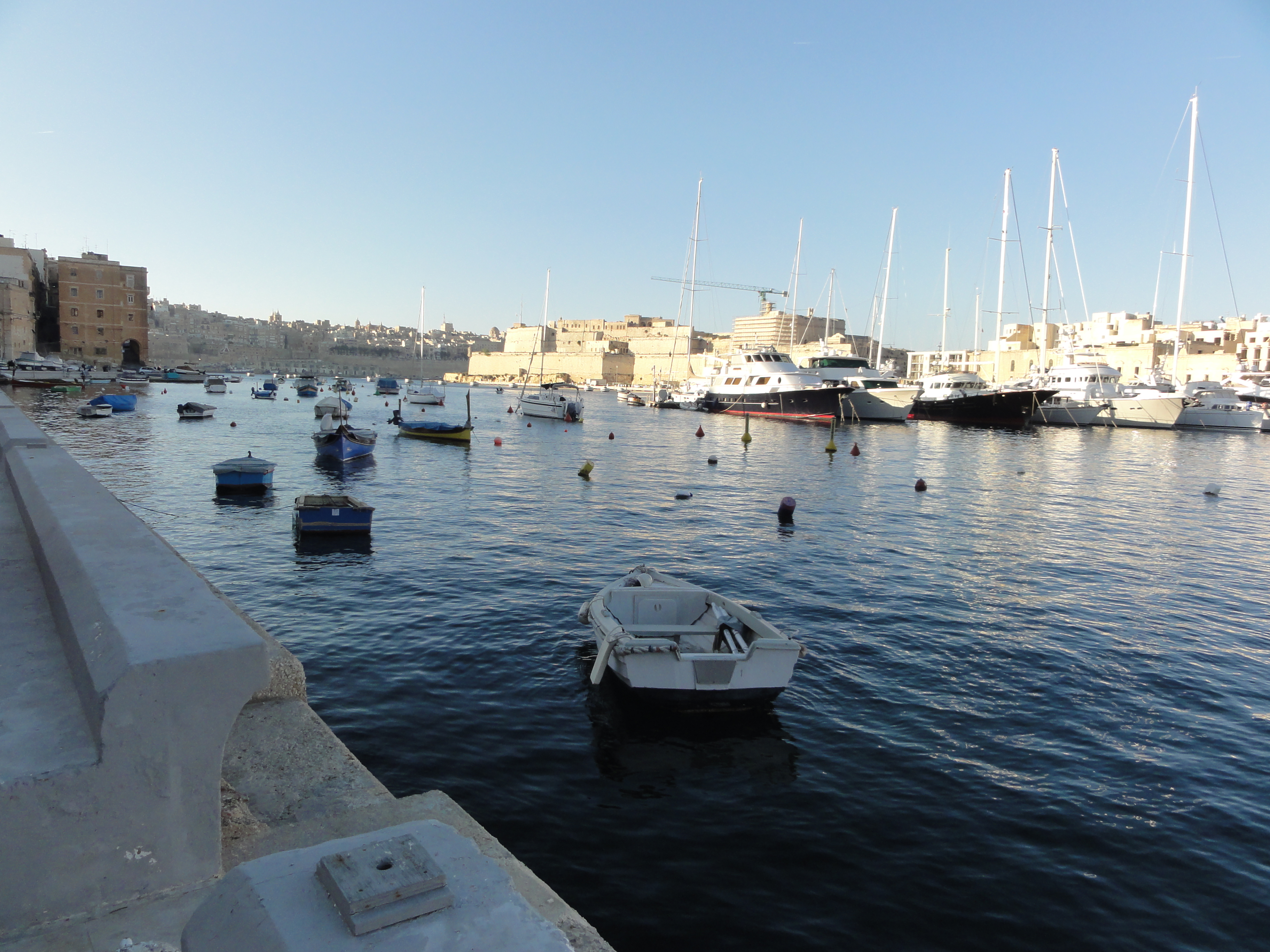
港
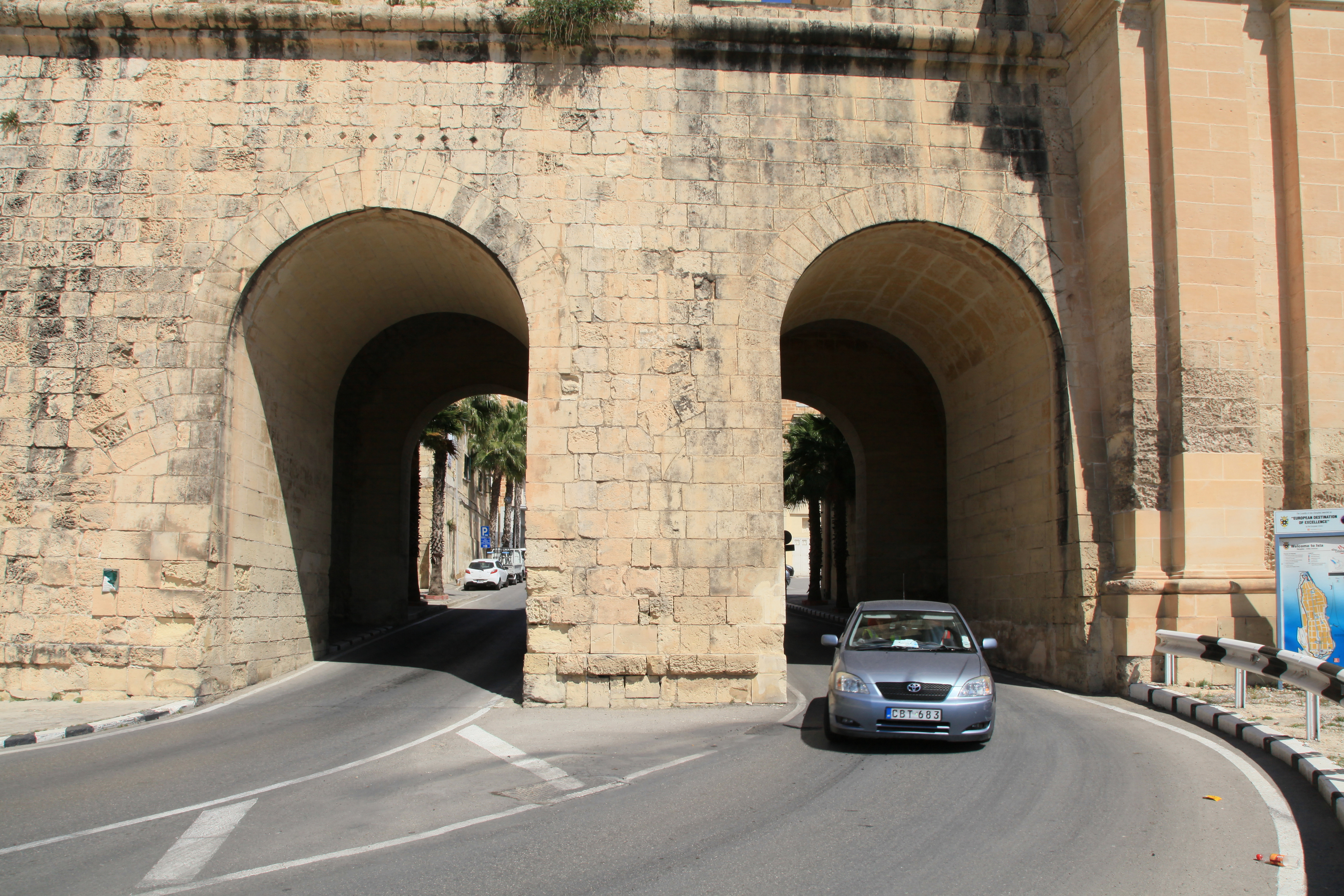
城門
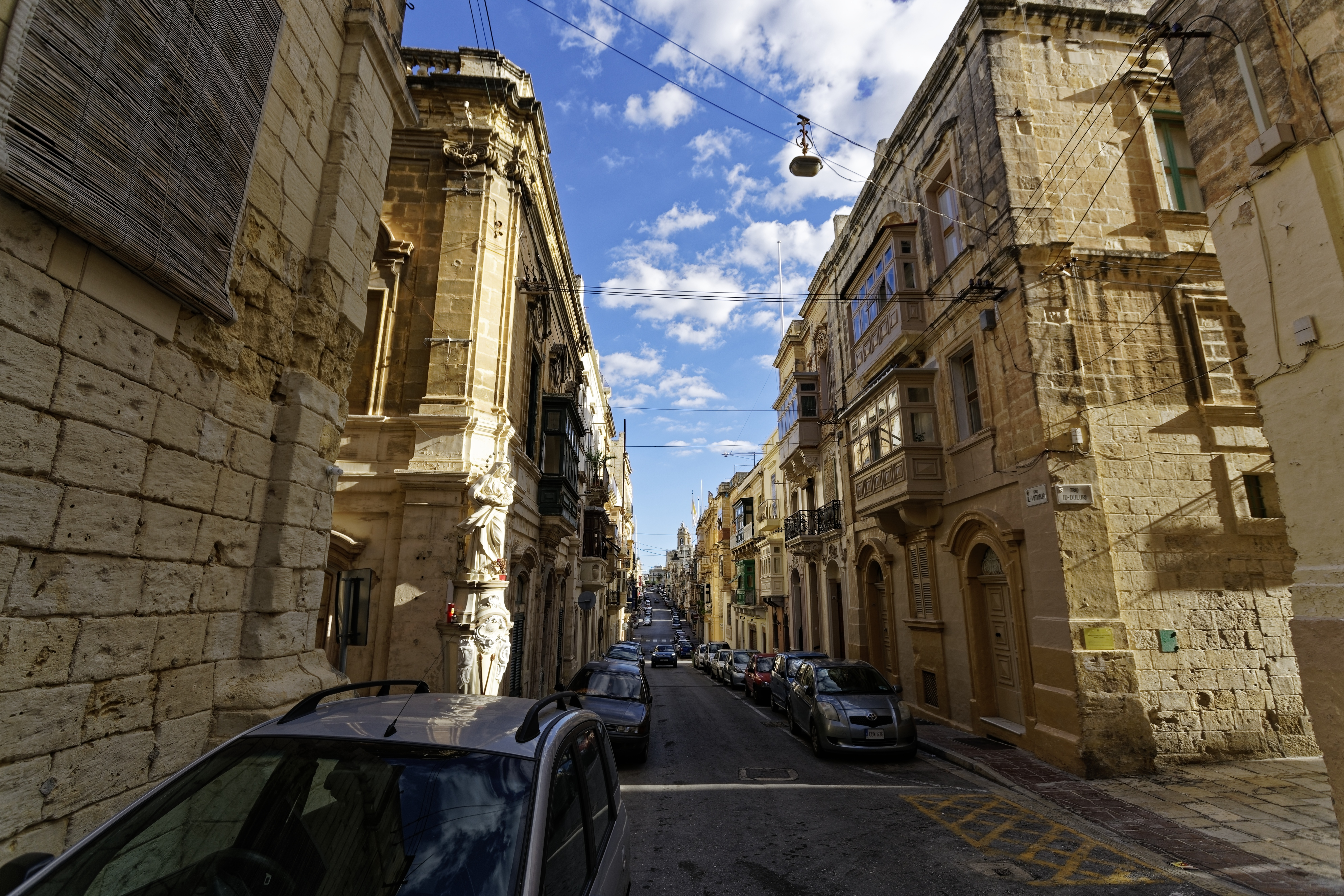
街並み